# Амбунті
Амбунті (англ. Ambunti) — місто в Папуа Новій Гвінеї, у провінції Східний Сепік, районі Амбунті-Дрейкікір.

## Географія
Місто розташоване на річці Сепік за 755 км на північний захід від столиці країни — міста Порт-Морсбі, на висоті 2 м над рівнем моря.

### Клімат
Місто знаходиться у зоні, котра характеризується вологим тропічним кліматом. Найтепліший місяць — січень із середньою температурою 27.5 °C (81.5 °F). Найхолодніший місяць — липень, із середньою температурою 26.5 °С (79.7 °F).
| Клімат Амбунті          | Клімат Амбунті | Клімат Амбунті | Клімат Амбунті | Клімат Амбунті | Клімат Амбунті | Клімат Амбунті | Клімат Амбунті | Клімат Амбунті | Клімат Амбунті | Клімат Амбунті | Клімат Амбунті | Клімат Амбунті | Клімат Амбунті |
| Показник                | Січ.           | Лют.           | Бер.           | Квіт.          | Трав.          | Черв.          | Лип.           | Серп.          | Вер.           | Жовт.          | Лист.          | Груд.          | Рік            |
| Середній максимум, °C   | 31,4           | 31,2           | 31,4           | 31,5           | 31,1           | 31             | 30,3           | 30,4           | 31,1           | 31,5           | 31,9           | 31,7           | 31,2           |
| Середня температура, °C | 27,5           | 27,4           | 27,3           | 27,4           | 27,5           | 27,2           | 26,5           | 26,6           | 26,8           | 27,2           | 27,5           | 27,4           | 27,2           |
| Середній мінімум, °C    | 22,6           | 22,6           | 22,6           | 22,4           | 22,6           | 22,1           | 21,7           | 21,8           | 22,2           | 22,2           | 22,3           | 22,6           | 22,3           |
| Норма опадів, мм        | 238.9          | 277.2          | 302.3          | 265.8          | 192.3          | 134.7          | 163.3          | 182.6          | 179            | 218            | 222.4          | 248.8          | 2625.3         |
| Днів з опадами          | 18             | 18,2           | 20             | 19,6           | 19,9           | 18,7           | 18             | 15,9           | 16,6           | 17,7           | 17,8           | 17,8           | 218,2          |
| Вологість повітря, %    | 81.6           | 82.5           | 82.5           | 82.3           | 83.3           | 82.4           | 82.9           | 81.5           | 80.3           | 80.1           | 79.9           | 81.2           | 81.7           |
| ----------------------- | -------------- | -------------- | -------------- | -------------- | -------------- | -------------- | -------------- | -------------- | -------------- | -------------- | -------------- | -------------- | -------------- |
| Джерело: Weatherbase    |                |                |                |                |                |                |                |                |                |                |                |                |                |

## Населення
За даними на 2013 рік чисельність населення міста становила 2 248 осіб.
Динаміка зміни чисельності населення міста за роками (кількість осіб):
| Рік       | 1980  | 1990    | 2013    |
| --------- | ----- | ------- | ------- |
| Населення | 1 000 | ▲ 1 200 | ▲ 2 248 |